# Successionsordningen (Sverige)
Successionsordningen, SO, er Sveriges ældste endnu gældende grundlov. Den blev vedtaget af standsrigsdagen i 1810, og den trådte i kraft den 26. september 1810.

## Huset Bernadotte
Loven fra 1810 regulerer arvefølgen til den svenske trone, det vil sige hvem, som kan blive konge eller regerende dronning i riget. Med vedtagelsen af successionsordningen fik huset Bernadotte ret til at bestige Sveriges trone.
Successionsordningen fastsætter, at værdigheden som svensk konge (i første omgang som tronfølger) tilkommer general Jean-Baptiste Bernadotte (den senere kong Karl 14. Johan af Sverige) og hans mandlige efterkommere.

## Kvindelig arveret
I 1973 blev Carl 16. Gustav (Jean-Baptiste Bernadottes tiptiptipoldesøn) konge af Sverige. Fra 1980 er Successionsordningen ændret, så det er Carl 16. Gustavs efterkommere (uden hensyn til køn), der har arveret til tronen.
Ændringen betød, at prins Carl Philip (født 1979) måtte afgive posten som tronfølger til sin ældre søster kronprinsesse Victoria (født 1977).

## Prins Bertil som tronfølger
Prins Bertil af Sverige (1912–1997) var gennem hele sit liv blandt de fire nærmeste arvinger til tronen. Efter at hans ældste bror arveprins Gustav Adolf døde i 1947, var han den eneste tiptipoldesøn af Jean-Baptiste Bernadotte, der havde arveret til tronen.
Prins Bertil var tronfølger i 1973–1979. I Successionsordningen fra 1980 blev det bestemt, at prins Bertil skulle bevare sin arveret i resten af sit liv.

## Aktuel tronfølge
1. Kronprinsesse Victoria
2. Prinsesse Estelle
3. Prins Oscar
4. Prins Carl Philip
5. Prins Alexander
6. Prins Gabriel
7. Prins Julian
8. Prinsesse Ines
9. Prinsesse Madeleine
10. Prinsesse Leonore
11. Prins Nicolas
12. Prinsesse Adrienne

## Tidligere successionsordninger
Indtil 1544 var Sverige et valgkongedømme.
På rigsdagen i Västerås i 1544 blev det bestemt, at tronen skulle gå i arv til Gustav Vasas efterkommere.
I de følgende århundreder blev Successionsordningen ændret flere gange.

## Tidligere rækkefølger i tronfølgen

### UnderOscar 2., 1872-1907
- 1872: 1. kronprins Gustaf, 2. prins Oscar, 3. prins Carl, 4. prins Eugen, 5. prins August.
- 1873: 1. kronprins Gustaf, 2. prins Oscar, 3. prins Carl, 4. prins Eugen.
- 1882: 1. kronprins Gustaf, 2. prins Gustaf Adolf, 3. prins Oscar, 4. prins Carl, 5. prins Eugen
- 1884: 1. kronprins Gustaf, 2. prins Gustaf Adolf, 3. prins Wilhelm, 4. prins Oscar, 5. prins Carl, 6. prins Eugen
- 1888: 1. kronprins Gustaf, 2. prins Gustaf Adolf, 3. prins Wilhelm, 4. prins Carl, 5. prins Eugen
- 1889: 1. kronprins Gustaf, 2. prins Gustaf Adolf, 3. prins Wilhelm, 4. prins Erik, 5. prins Carl, 6. prins Eugen
- 1906: 1. kronprins Gustaf, 2. prins Gustaf Adolf, 3. prins Gustaf Adolf, 4. prins Wilhelm, 5. prins Erik, 6. prins Carl, 7. prins Eugen
- 1907: 1. kronprins Gustaf, 2. prins Gustaf Adolf, 3. prins Gustaf Adolf, 4. prins Sigvard, 5. prins Wilhelm, 6. prins Erik, 7. prins Carl, 8. prins Eugen

### UnderGustaf 5., 1907-1950
- 1907: 1. kronprins Gustaf Adolf, 2. prins Gustaf Adolf, 3. prins Sigvard, 4. prins Wilhelm, 5. prins Erik, 6. prins Carl, 7. prins Eugen
- 1909: 1. kronprins Gustaf Adolf, 2. prins Gustaf Adolf, 3. prins Sigvard, 4. prins Wilhelm, 5. prins Lennart, 6. prins Erik, 7. prins Carl, 8. prins Eugen
- 1911: 1. kronprins Gustaf Adolf, 2. prins Gustaf Adolf, 3. prins Sigvard, 4. prins Wilhelm, 5. prins Lennart, 6. prins Erik, 7. prins Carl, 8. prins Carl jr., 9. prins Eugen
- 1912: 1. kronprins Gustaf Adolf, 2. prins Gustaf Adolf, 3. prins Sigvard, 4. prins Bertil, 5. prins Wilhelm, 6. prins Lennart, 7. prins Erik, 8. prins Carl, 9. prins Carl jr., 10. prins Eugen
- 1916: 1. kronprins Gustaf Adolf, 2. prins Gustaf Adolf, 3. prins Sigvard, 4. prins Bertil, 5. prins Carl Johan, 6. prins Wilhelm, 7. prins Lennart, 8. prins Erik, 9. prins Carl, 10. prins Carl jr., 11. prins Eugen
- 1918: 1. kronprins Gustaf Adolf, 2. prins Gustaf Adolf, 3. prins Sigvard, 4. prins Bertil, 5. prins Carl Johan, 6. prins Wilhelm, 7. prins Lennart, 8. prins Carl, 9. prins Carl jr., 10. prins Eugen
- 1932: 1. kronprins Gustaf Adolf, 2. prins Gustaf Adolf, 3. prins Sigvard, 4. prins Bertil, 5. prins Carl Johan, 6. prins Wilhelm, 7. prins Carl, 8. prins Carl jr., 9. prins Eugen
- 1937: 1. kronprins Gustaf Adolf, 2. prins Gustaf Adolf, 3. prins Sigvard, 4. prins Bertil, 5. prins Carl Johan, 6. prins Wilhelm, 7. prins Carl, 8. prins Eugen
- 1943: 1. kronprins Gustaf Adolf, 2. prins Gustaf Adolf, 3. prins Bertil, 4. prins Carl Johan, 5. prins Wilhelm, 6. prins Carl, 7. prins Eugen
- 1946: 1. kronprins Gustaf Adolf, 2. prins Gustaf Adolf, 3. prins Bertil, 4. prins Wilhelm, 5. prins Carl, 6. prins Eugen
- 1946: 1. kronprins Gustaf Adolf, 2. prins Gustaf Adolf, 3. prins Carl Gustaf, 4. prins Bertil, 5. prins Wilhelm, 6. prins Carl, 7. prins Eugen
- 1947: 1. kronprins Gustaf Adolf, 2. prins Carl Gustaf, 3. prins Bertil, 4. prins Wilhelm, 5. prins Carl, 6. prins Eugen
- 1947: 1. kronprins Gustaf Adolf, 2. prins Carl Gustaf, 3. prins Bertil, 4. prins Wilhelm, 5. prins Carl

### UnderGustaf VI, 1950-1973
- 1950: 1. kronprins Carl Gustaf, 2. prins Bertil, 3. prins Wilhelm, 4. prins Carl
- 1951: 1. kronprins Carl Gustaf, 2. prins Bertil, 3. prins Wilhelm
- 1965: 1. kronprins Carl Gustaf, 2. prins Bertil

### UnderCarl 16. Gustav, 1973-
- 15. september 1973, Gustaf VI Adolf dør
  - prins Bertil
- 13. maj 1979, Carl Philip fødes som kronprins efter den daværende successionsordning
  - 1. Kronprins Carl Philip, 2. prins Bertil
- 1. januar 1980, ændring i successionsordningen træder i kraft
  - 1. Kronprinsesse Victoria, 2. prins Carl Philip, 3. prins Bertil
- 10. juni 1982, prinsesse Madeleine fødes
  - 1. Kronprinsesse Victoria, 2. prins Carl Philip, 3. prinsesse Madeleine, 4. prins Bertil
- 5. januar 1997, prins Bertil dør
  - 1. Kronprinsesse Victoria, 2. prins Carl Philip, 3. prinsesse Madeleine
- 23. februar 2012, prinsesse Estelle fødes
  - 1. Kronprinsesse Victoria, 2. prinsesse Estelle, 3. prins Carl Philip, 4. prinsesse Madeleine